# 博爱理
博爱理本名爱丽丝·米德尔顿·博林（Alice Middleton Boring，1883年2月22日—1955年9月18日）是一位美国细胞学，遗传学和动物学家，她曾长期在中国工作，是中国两栖爬行动物研究的先驱。

## 生平
博爱理出生于宾夕法尼亚州费城。曾在布林莫爾學院跟随托马斯·亨特·摩尔根和内蒂·史蒂文斯等生物学家学习，1910年获得博士学位。1918～1920年，博爱理受洛克菲勒基金會资助，前往中国协和医科大学生物学系做助理。1923年起在燕京大学担任生物系主任，直到1941年日本关闭燕京大学。之后在1946～1950年又曾短暂回到燕京大学工作。博爱理在中国期间专注于两栖爬行动物的分类和分布的研究，她与生物学家纳撒尼尔·吉斯特·吉、克利福德·H·波普及其学生胡经甫合作并发表了多篇论文。为了收集标本，博爱理曾在中国江西、浙江、安徽等多地进行考察。她的辛勤工作使得燕京大学成为中国两栖爬行动物研究的两个主要中心之一。博爱理还是北京自然历史学会的会员之一。1945年，博爱理编辑出版了一部重要著作《中国的两栖动物：现存及化石形态》（Chinese Amphibians: Living and Fossil Forms）。